# Fișă de curent

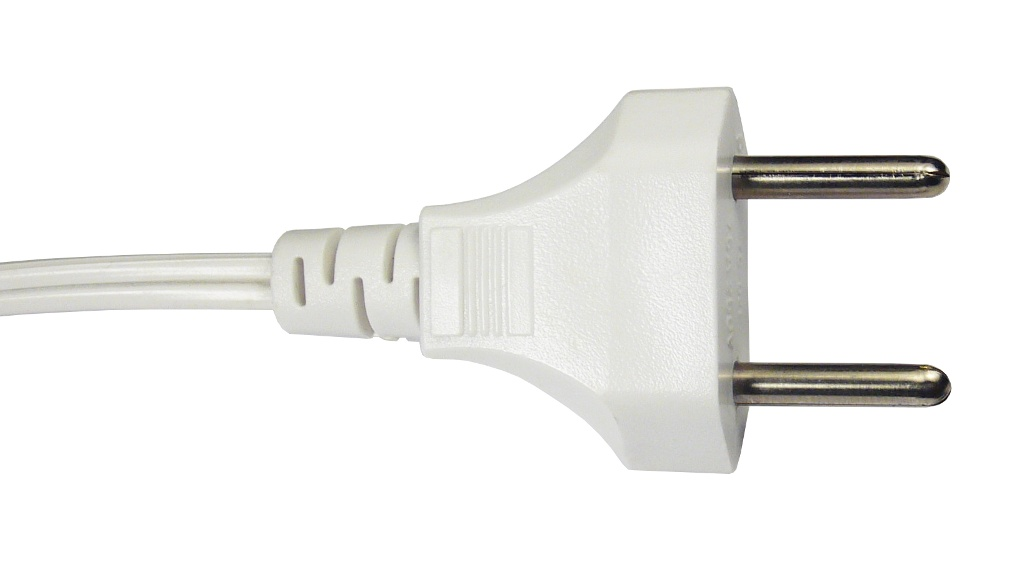
Fișă de curent alternativ monofazat fără împământare

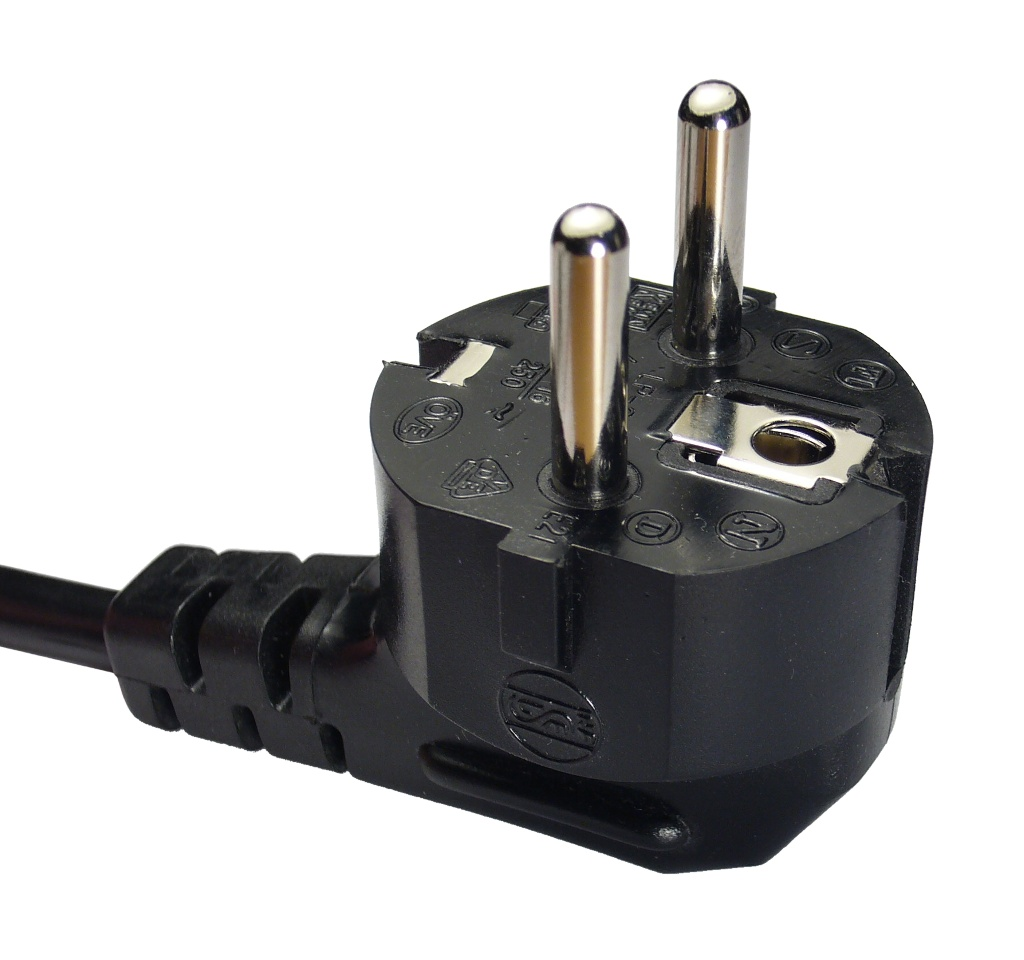
Fișă de curent alternativ monofazat tip Schuko cu două contacte de împământare
-lateral - standard german
-central - standard francez

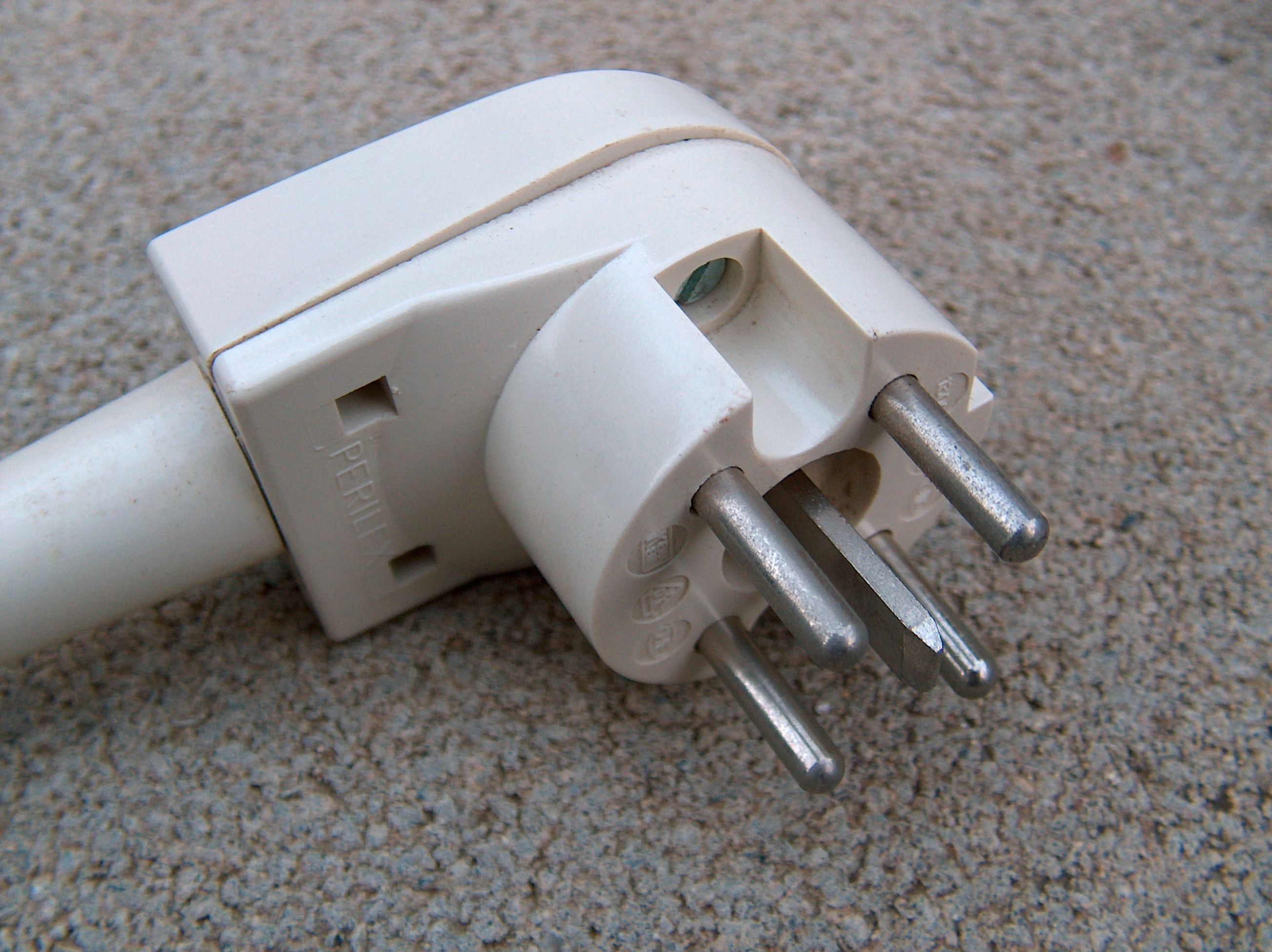
Fișă de curent alternativ trifazat cu împământare

Fișa de curent denumită și ștecăr sau ștecher (din germană Stecker), este piesa care face legătura dintre un consumator (televizor, radio, calorifer electric) și priză. 
Pentru a putea conecta mai multe dispozitive la o priză, se poate folosi un tripluștecăr.